# Бартоломей, Фёдор Фёдорович
Фёдор Фёдорович Бартоломей (Friedrich von Bartholomaei; 1800—1862) — генерал-лейтенант русской императорской армии (6.12.1848), псковский губернатор (1839—1846). Племянник генерал-лейтенанта А. И. Бартоломея.

## Биография
Представитель рода Бартоломей, владевшего имением на острове Эзель. С 1809 года числился на корсиканской военной службе; с 18.07.1816 — офицер Императорской русской армии. Упомянут в совместном шуточном стихотворении «Надо помянуть, непременно помянуть надо» А. С. Пушкина и П. А. Вяземского (март 1833 года).
С 1 января 1826 года — полковник, командир лейб-гвардии Конно-пионерного эскадрона. В этом же году он был назначен в состав чрезвычайного посольства в Персию для разъяснения спорных пунктов относительно границ, установленных Гюлистанским трактатом. По возвращении принял участие в русско-турецкой войне 1828—1829 годов и в усмирении Польского восстания 1830 года; в 1832 году награждён золотым оружием[уточнить]; в 1834 году (с 18 мая) — генерал-майор.
Бартоломей был назначен 9 декабря 1839 года псковским губернатором. Здесь он создал губернское попечительство о детских приютах и 11 июля 1844 года открыл приют Святой Ольги, попечительницей которого стала его жена. В январе 1841 года он возобновил работу губернского статистического комитета, бездействовавшего четыре года.
В 1846 году Комитет министров вынес решение об увольнении Ф. Ф. Бартоломея не только с поста псковского губернатора, но и вообще об исключении со службы за ряд злоупотреблений и проступков. Через год его назначили комендантом на Аландские острова, а в 1849 году перевели комендантом крепости в Брест-Литовск, где он служил по 1861 год.

## Награды
- орден Св. Анны 2-й ст. (1824); алмазные знаки к ордену (1826)
- орден Св. Владимира 3-й ст. (1828)
- орден Св. Станислава 1-й ст. (1837)
- орден Св. Георгия 4-й степени за 25 лет службы (№ 5923; 3.12.1839).

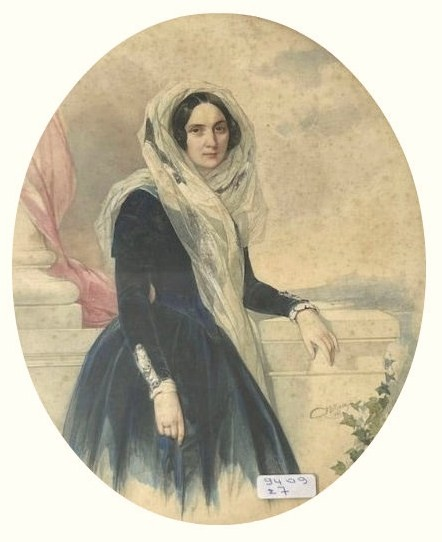
Елена Михайловна на акварели В. И. Гау (1847)

## Семья
Жена (с 12 мая 1829 года) — Елена Михайловна Балугьянская (06.02.1810—31.07.1877), дочь статского советника М. А. Балугьянского. Венчание было в Петербурге в церкви Св. Архистратига Михаила в Михайловском дворце. По отзыву современников, была очень хороша собой и ужасная кокетка. В обществе имела репутацию легкомысленной женщины, муж же её, по словам барона М. Корфа, был большой взяточник. Поэтому когда его назначили в Псков губернатором, шутники говорили: «новый губернатор будет со всех брать, а жена его будет всем давать».
В браке родились две дочери Софья (13.02.1830—07.01.1853; родилась в Петербурге, крещена 26 февраля 1830 года в церкви Екатерининского института при восприемстве М. М. Сперанского) и Мария (09.04.1837—19.10.1856), и два сына Михаил (03.03.1836—31.07.1895; дипломат) и Александр (02.10.1833—18.10.1896; полковник).

## Сочинения
За публикации в «Псковских губернских ведомостях» статей по псковской истории, которой он интересовался, Королевское Копенгагенское ученое общество северных антикварий 16 апреля 1843 года избрало Ф. Ф. Бартоломея членом своего русского отделения. Известны также посмертные публикации двух его сочинений: «Посольство кн. Меншикова в Персию в 1826 году» («Русская Старина», 1904) и «Походный журнал 1831 года» («Журнал Императорского русского военно-исторического общества», 1910).